# Cuauhtémoc (Münze)
| Cuauhtémoc   | Cuauhtémoc                                         |
| ------------ | -------------------------------------------------- |
| Nennwert:    | 5 Mexikanische Peso                                |
| Metall:      | 90 % Silber, 10 % Kupfer                           |
| Gewicht:     | 30 gr                                              |
| Durchmesser: | 40 mm                                              |
| Rand:        | glatt                                              |
| Prägejahre:  | 1947–1948                                          |
| Vorderseite  |                                                    |
|              |                                                    |
| Motiv:       | Cuauhtémoc                                         |
| Rückseite    |                                                    |
|              |                                                    |
| Motiv:       | Staatswappen der Vereinigten Mexikanischen Staaten |

Cuauhtémoc ist die Bezeichnung für eine mexikanische 5-Peso-Münze, die nur in den Jahren 1947/48 von der Casa de Moneda de México, der mexikanischen Münzprägeanstalt, geprägt wurde.

## Beschreibung
Die Vorderseite (Avers) zeigt das Profil von Cuauhtémoc, dem letzten aztekischen Herrschers über Tenochtitlan, dessen Regierungszeit zwischen 1520 und 1525 lag. Die Legende lautet „CINCO PESOS • 30 GRAMOS LEY .900 • Ṁ • 1948“ (dt.: 5 Pesos, 30 Gramm Reinheit .900). Das „Ṁ“ stellt das Münzzeichen der Münzprägeanstalt in Mexiko-Stadt dar.
Auf der Rückseite (Revers) ist das Wappen Mexikos abgebildet – ein Adler auf einem Kaktus, der eine Schlange greift. Dieses Symbol stammt aus der aztekischen Schöpfungsmythologie. Die Legende lautet: „ESTADOS UNIDOS MEXICANOS“.

## Marktbetrachtung
In den Jahren 1947 und 1948 wurden je 5.110.000 und 26.740.000 Münzen geprägt. Wegen der hohen Prägezahl hat diese Silbermünze bislang keinen nennenswerten Sammleraufschlag erzielt. Ihr Wert ist daher lediglich vom Silbergehalt von 0.868 ozt bestimmt und orientiert sich daher am aktuellen Silberpreis.